# Universität Brawijaya
Die Universität Brawijaya (indonesisch: Universitas Brawijaya, kurz UB) ist eine staatliche Universität  in Indonesien mit Standorten in Malang. Sie wurde 1963 gegründet und ist benannt nach einer Ableitung des Titels der Könige von Majapahit.

## Organisation
Die UB wird von einem Rektorat geleitet, dem neben dem Rektor drei Vizerektoren angehören.
Es gibt folgende zwölf Fakultäten auf einem Campus:
- Rechtswissenschaft
- Wirtschaftswissenschaften
- Verwaltungswissenschaft
- Landwirtschaft
- Viehwirtschaft
- Ingenieurwissenschaften
- Medizin
- Fischerei und Meereskunde
- Mathematik und Naturwissenschaften
- Landwirtschaft
- Sozial- und Politikwissenschaft
- Kulturwissenschaften

## Absolventen
- Júlio Hornay, osttimoresischer Polizeichef
- Mariano Sabino Lopes, osttimoresischer Politiker
- Horácio Marques, Generaldirektor des Arquivo Nacional de Timor-Leste
- Natalino Monteiro, osttimoresischer Milizenchef
- Sebastião Dias Ximenes, osttimoresischer Menschenrechtsaktivist